# أويك صغير
الأويك الصغير (الاسم العلمي: Least auklet) هو طائر بحري وأصغر أنواع فصيلة الأوك (يتراوح طوله ما بين 12 إلى 14 سم). وهو أكثر الطيور البحرية وفرة في أمريكا الشمالية، وواحد من أكثر الطيور البحرية وفرة في العالم، حيث يبلغ عددها حوالي تسعة ملايين طائر. تتكاثر على جزر ألاسكا وسيبيريا، وتقضي الشتاء بالقرب من حافة الصفيحة الجليدية. توجد أكبر مستعمراته في جزر ألوتيان، جزيرة سانت لورانس وجزيرة ليتل دايوميد.

## وصلات خارجية
- صور عن الأويك الصغير على tsuru-bird.net
- (بالfr+en) مرجع نظام المعلومات التصنيفية المتكامل (ITIS) : TSN {{{1}}}
- Jones, I. L. 1993. Least Auklet (Aethia pusilla). In The Birds of North America, No. 69 (A. Poole and F. Gill, Eds.). Philadelphia: The Academy of Natural Sciences; Washington, D.C.: The American Ornithologists’ Union.